# Hermanas Antúnez
Las Hermanas Antúnez fueron dos bordadoras españolas del siglo XIX. Se llamban Josefa Antúnez Meléndez y Ana Antúnez Meléndez. Nacieron en Lebrija (provincia de Sevilla) los años 1833 y 1836. Confeccionaron en el último tercio del siglo XIX diferentes obras artísticas de gran mérito, la mayoría bordados destinados a hermandades de Semana Santa de la ciudad de Sevilla. Fueron  hijas del matrimonio formado por Juan Antonio Antúnez, escribano de Lebrija; y Ana Meléndez Villami. Desde el año 1862 fueron vecinas de la ciudad de Sevilla, donde disponían de un taller situado en el barrio de la Macarena. Ana Antúnez falleció el 14 de febrero de 1896 y Josefa Antúnez el 27 de noviembre de 1904, ambas fueron enterradas en el cementerio de San Fernando (Sevilla). 

## Obra

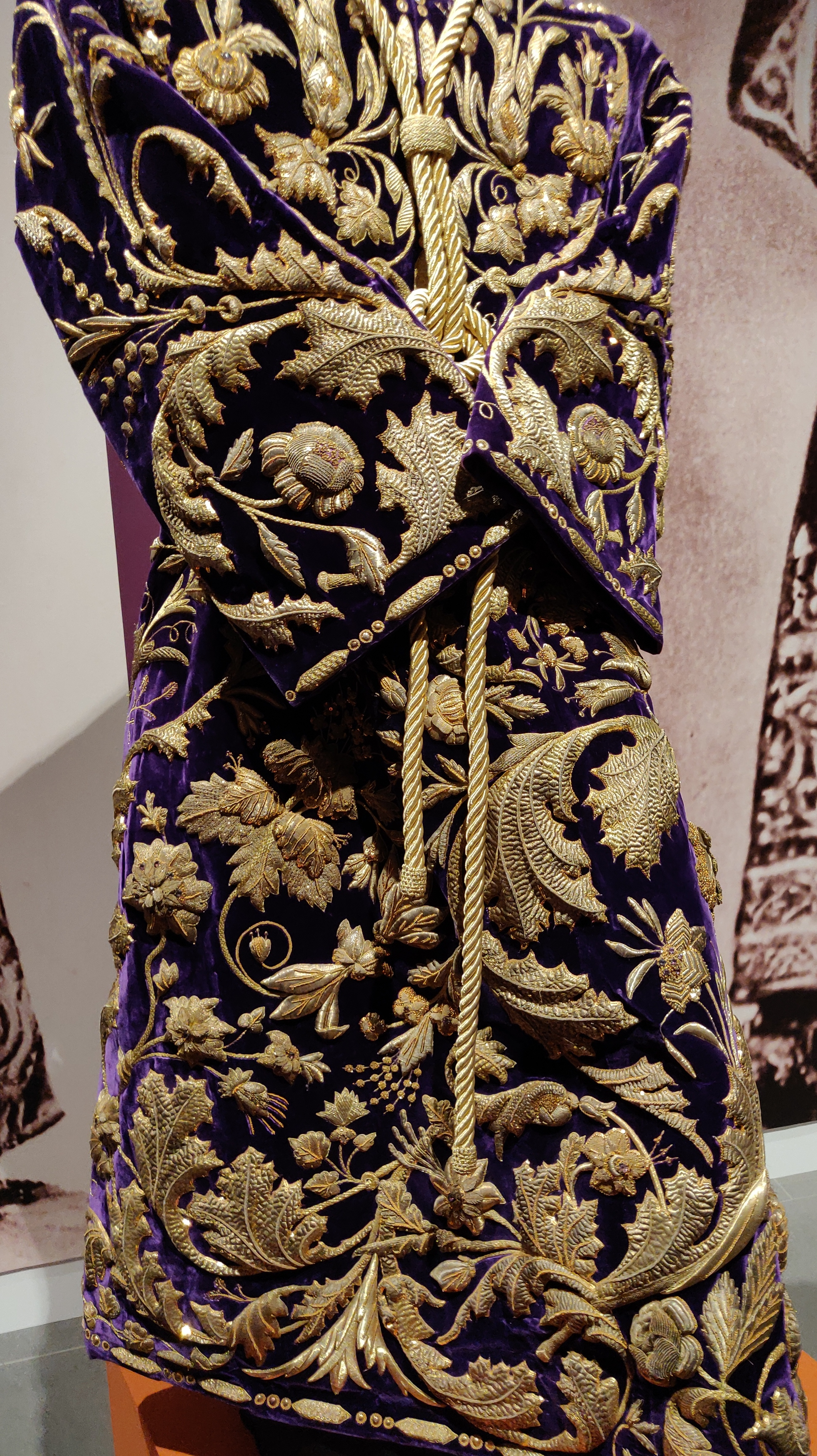
Túnica de los cardos realizada por las Hermanas Antúnez para la Hermandad de Jesús del Gran Poder. Fue estrenada en el año 1881.

Entre sus obras principales se encuentran las siguientes:
- Manto para la Virgen de los Remedios de la hermandad de las Siete Palabras (Sevilla).
- Manto para la Virgen del Mayor Dolor de la Hermandad de Jesús del Gran Poder, terminado en el año 1872.
- Túnica bordada morada para Jesús del Gran Poder de la Hermandad de Jesús del Gran Poder (Sevilla). Fue estrenada en el año 1881 y se conoce como túnica de los cardos.[2]
- Manto para Hermandad de la O (Sevilla) que se conoce como manto de los soles (1880). Fue revendido a la Hermandad Sacramental de Espartinas y sustituido en 1891 por un manto con otro diseño también confeccionado por las Hermanas Antúnez.
- Manto para la virgen de los Dolores de la hermandad de San Gil (Écija) estrenado en 1882,
- Manto para la Hermandad de la O (Sevilla) confeccionado sobre terciopelo negro y estrenado en el año 1891.[1] Fue revendido en 1930 a la hermandad del Santo Entierro (Jerez de la Frontera), para la Virgen de la Piedad de esta corporación.
- Manto para la Hermandad del Cachorro (Sevilla) destinado a la Virgen del Patrocinio.[3] En los años 20 del siglo XX fue vendido a la hermandad de Jesús Nazareno de Huelva que lo utilizó por primera vez en la salida procesional del año 1922. Resultó totalmente destruido en un incendio en el año 1936.
- Manto para la Hermandad de la Carretería (Sevilla). Fue estrenado en 1886 y resultó completamente destruido en un incendio accidental ocurrido el 31 de octubre de 1955. Estaba considerado por muchos como una de las grandes joyas bordadas de la Semana Santa de Sevilla.[4]
- Palio, manto y faldones del paso de la Virgen de las Angustias de la Hermandad de la Vera Cruz de Alcalá del Río.[5]

## Discípulos
- El gran diseñador y bordador Juan Manuel Rodríguez Ojeda se formó en el taller de las hermanas Antúnez, aunque posteriormente se independizó.[6]
- Victoria Caro, tía de la también bordadora Esperanza Elena Caro.

## Descendencia
Ana Antúnez no tuvo descendencia conocida. Josefa Antúnez se casó con el tallista Antonio Muñiz y tuvo dos hijos: Ángel Muñiz Antúnez, nacido en 1875 y Jerónimo Muñiz Antúnez nacido en 1870. Este último trabajó como tallista y diseñador de bordados, fue bautizado en la Iglesia de Santa María Magdalena (Sevilla) y estableció su residencia en la calle  Alhóndiga de esta ciudad.